# Raymond Steenackers
Raymond August Joseph Steenackers, né le 2 août 1851 à Schelle et décédé le 16 juillet 1904 à Anvers fut un homme politique belge catholique.
Il fut un négociant de vin majeur, juge auprès du tribunal de commerce d'Anvers et sénateur de l'arrondissement d'Anvers.
Il fut un des premiers sénateurs à jurer fidélité à la Constitution en néerlandais.

## Généalogie
- Il fut le fils de Casimirus, bourgmestre de Schelle (1819-1887) et Hortensia Van de Raey (1812-1881).
- Il fut le frère de Armand, bourgmestre de Schelle (1854-1916) et Camiel, conseiller provincial (1846-1902).
- Il épousa en 1873 Anna Victora Smets (1849-1915).
  - Ils eurent quatre enfants : Anne (décédée enfant), Casimir (1876-1953), Armand (1879-1949), Camille (1878-1957).

## Sources
- Sa bio sur Schoonselhof